# Grancim
Grancimi so serinske proteaze, ki jih sintetizirajo in izločajo naravne celice ubijalke in citotoksični limfociti T. V virusno okuženih in rakastih celicah inducirajo apoptozo in tako celice v končni fazi uničijo.
Uveljavljena teorija o vstopu grancimov v tujo celico je ta, da perforini ustvariji pore v celični membrani (plazmalemi), preko katerih lahko vstopajo grancimi. Novejše raziskave so pokazale, da se pri določenih grancimih (GrA in GrB) v začetni fazi prenese skozi plazmalemo kompleks treh proteinov (grancim, perforin in določen pomožni protein) preko manoza-6-fosfat receptorja, nakar se v znotraj celice kompleks obda z membrano in tako tvori vezikel. Šele nato perforin omogoči prehod grancima v samo citoplazmo.
Grancimi aktivirajo kaspaze, ključne izvajalce apoptoze, še posebej kaspazo-3, ki razgrajuje DNK. GrB poleg tega deluje med drugim tudi protein Bid, ki inducira nastanek proteinov Bax in Bak. Le-ta tvorita pore v zunanji membrani mitohondrijev in tako omogočita prehod citokromov c, ki so pomembna komponenta pri aktivaciji kaspaz-9 ter proteinov Smac/Diablo in Omi/Htr2, ki delujeta kot antagonista inhibitorjev apoptoze (IAP).